# Thora Hird
Thora Hird, DBE (28 de maio de 1911 - 15 de março de 2003) foi uma atriz, comediante, apresentadora e escritora inglesa. Em 70 anos de carreira, ela apareceu em mais de 100 papéis no cinema e na televisão.

## Vida pessoal
Ela era casada com o empresário Jimmy Scott. Ele morreu em 1994 após um derrame.